# Molay (Jura)
Molay és un municipi francès situat al departament del Jura i a la regió de Borgonya - Franc Comtat. L'any 2007 tenia 485 habitants.

## Demografia

### Població
El 2007 la població de fet de Molay era de 485 persones. Hi havia 208 famílies de les quals 41 eren unipersonals (33 homes vivint sols i 8 dones vivint soles), 90 parelles sense fills, 61 parelles amb fills i 16 famílies monoparentals amb fills.
La població ha evolucionat segons el següent gràfic:
Habitants censats

### Habitatges
El 2007 hi havia 227 habitatges, 211 eren l'habitatge principal de la família, 5 eren segones residències i 10 estaven desocupats. 209 eren cases i 18 eren apartaments. Dels 211 habitatges principals, 178 estaven ocupats pels seus propietaris, 27 estaven llogats i ocupats pels llogaters i 7 estaven cedits a títol gratuït; 5 tenien dues cambres, 28 en tenien tres, 68 en tenien quatre i 110 en tenien cinc o més. 186 habitatges disposaven pel capbaix d'una plaça de pàrquing. A 84 habitatges hi havia un automòbil i a 107 n'hi havia dos o més.

### Piràmide de població
La piràmide de població per edats i sexe el 2009 era:
| Homes | Edats   | Dones |
| ----- | ------- | ----- |
| 0     | 95 o +  | 4     |
| 0     | 90 a 94 | 0     |
| 0     | 85 a 89 | 0     |
| 8     | 80 a 84 | 12    |
| 0     | 75 a 79 | 12    |
| 8     | 70 a 74 | 4     |
| 20    | 65 a 69 | 8     |
| 8     | 60 a 64 | 20    |
| 8     | 55 a 59 | 8     |
| 20    | 50 a 54 | 8     |
| 28    | 45 a 49 | 44    |
| 20    | 40 a 44 | 28    |
| 16    | 35 a 39 | 8     |
| 16    | 30 a 34 | 4     |
| 20    | 25 a 29 | 16    |
| 8     | 20 a 24 | 12    |
| 20    | 15 a 19 | 16    |
| 16    | 10 a 14 | 28    |
| 16    | 5 a 9   | 8     |
| 8     | 0 a 4   | 4     |

## Economia
El 2007 la població en edat de treballar era de 343 persones, 246 eren actives i 97 eren inactives. De les 246 persones actives 225 estaven ocupades (131 homes i 94 dones) i 21 estaven aturades (5 homes i 16 dones). De les 97 persones inactives 44 estaven jubilades, 18 estaven estudiant i 35 estaven classificades com a «altres inactius».

### Ingressos
El 2009 a Molay hi havia 223 unitats fiscals que integraven 532 persones, la mediana anual d'ingressos fiscals per persona era de 17.325 €.

### Activitats econòmiques
Dels 12 establiments que hi havia el 2007, 4 eren d'empreses de construcció, 2 d'empreses de comerç i reparació d'automòbils, 1 d'una empresa d'hostatgeria i restauració, 1 d'una empresa immobiliària i 4 d'empreses de serveis.
Dels 5 establiments de servei als particulars que hi havia el 2009, 1 era un paleta, 1 guixaire pintor, 2 lampisteries i 1 restaurant.
L'únic establiment comercial que hi havia el 2009 era una carnisseria.
L'any 2000 a Molay hi havia 4 explotacions agrícoles.

## Equipaments sanitaris i escolars
El 2009 hi havia una escola elemental integrada dins d'un grup escolar amb les comunes properes formant una escola dispersa.

## Poblacions més properes
El següent diagrama mostra les poblacions més properes.